# 枝手海參目
枝手海參目（學名：Dendrochirotida）是海參綱之下的一個目，其成員特徵為樹枝狀外型的觸手、羽毛狀的分枝。牠們都是滤食性动物，例子有：Thyonella和Cucumaria這兩個屬。

## 特徵
本目物種的觸手數量為10-30支，有時觸手還會再分支出「手指」；觸手由5條縱肌前端所衍生出。具有發達收縮肌的鈣質口環十組，形成翻吻部，在移動或遭遇危險時能將身體前端縮入體內。在其腹部具有管足，部分枝手海參背部上也具有管足，部分枝手目管足為五排排列在身上，在消化道的兩側具有呼吸樹。主要利用樹枝狀、羽毛狀觸觸手濾食水流中的有機顆粒、藻類，不過若水流較緩或是水中顆粒較少，也會輕刷岩石表層尋找有機物質攝食。

## 分類
枝手海參目包括下列各個科：
- 瓜参科 瓜参科 Ludwig, 1894
- Cucumellidae Thandar & Arumugam, 2011
- 异赛瓜参科 Heterothyonidae Pawson, 1970
- 拟瓜参科 Paracucumidae Pawson & Fell, 1965
- 沙雞子科 Phyllophoridae Östergren, 1907
- 板海參科 Placothuriidae Pawson & Fell, 1965
- 硬瓜参科 Psolidae Burmeister, 1837
- 棒参科 Rhopalodinidae Théel, 1886
- 硬瓜參科 Sclerodactylidae Panning, 1949
- 凤参科 Vaneyellidae Pawson & Fell, 1965
- 高球参科 Ypsilothuriidae Heding, 1942

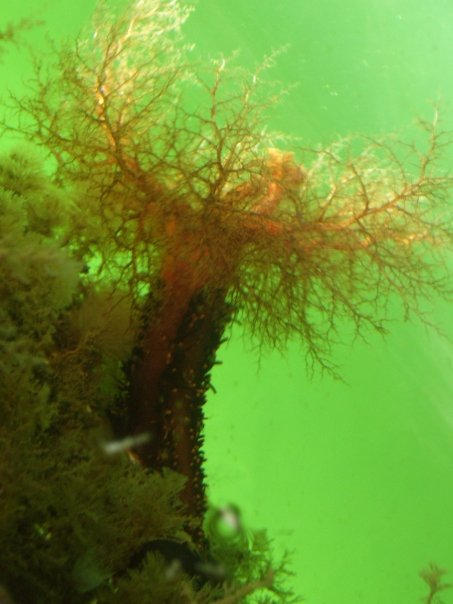
Cucumaria miniata（英语：Cucumaria miniata），一隻瓜参科科的海參
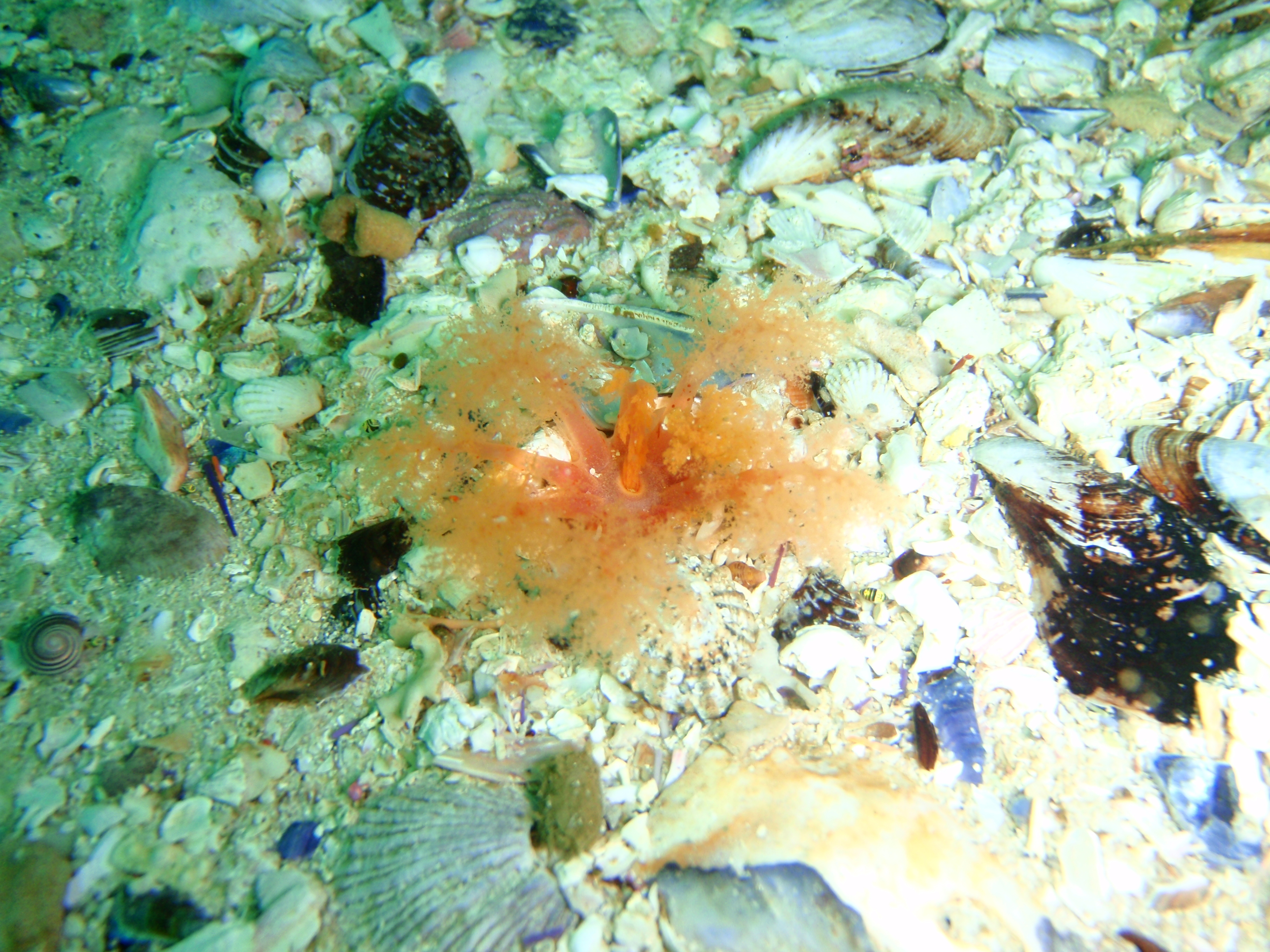
Thyone aurea，一隻沙鸡子科科的海參
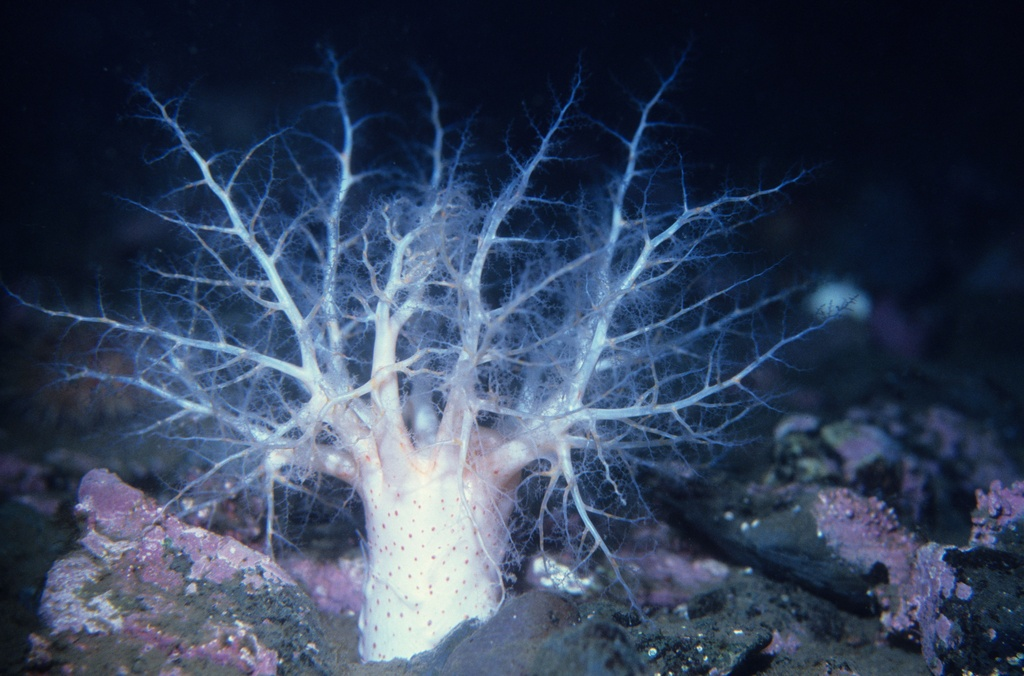
Psolus phantapus（英语：Psolus phantapus），一隻Psolidae（英语：Psolidae）科的海參
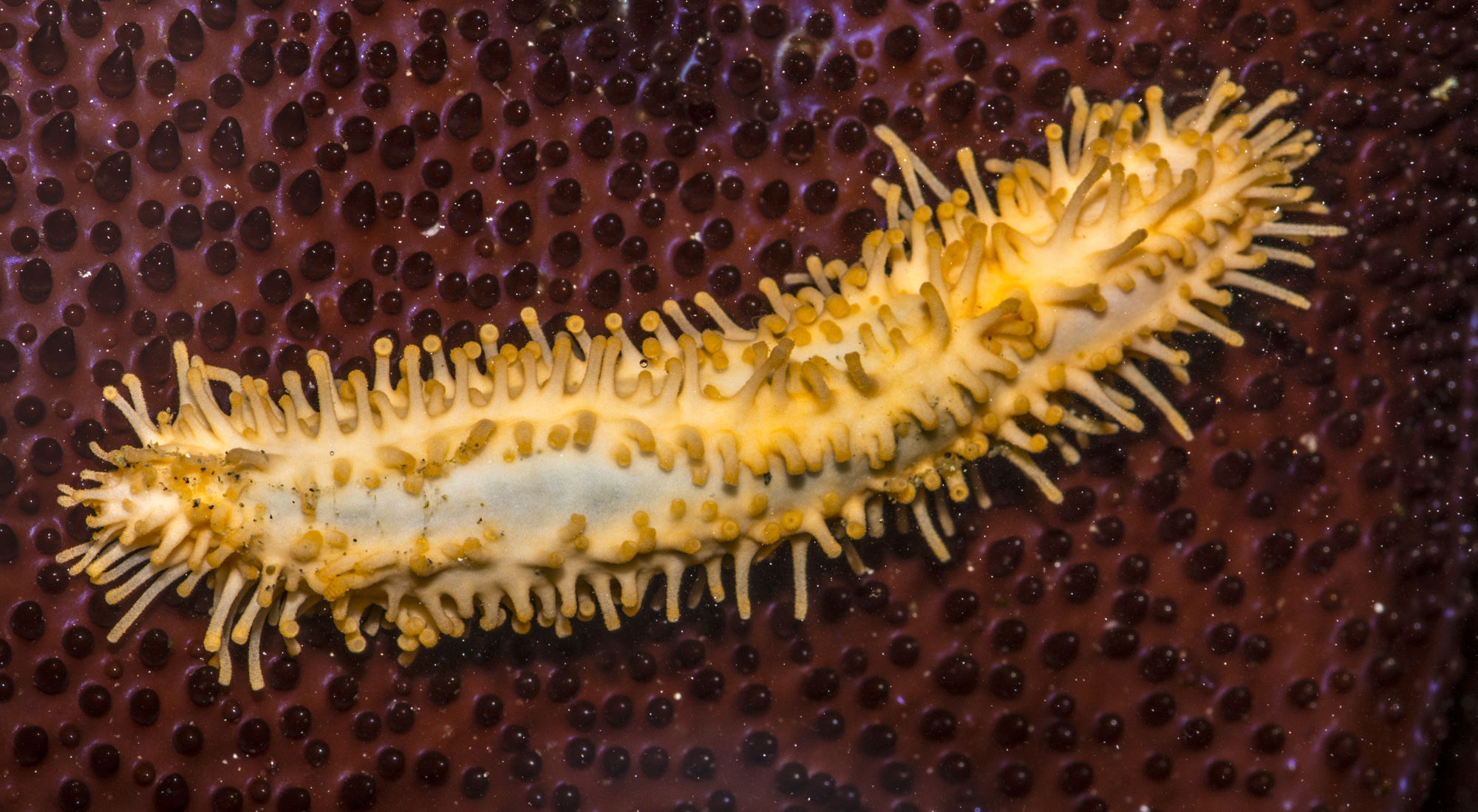
Eupentacta quinquesemita（英语：Eupentacta quinquesemita），一隻硬瓜参科科的海參
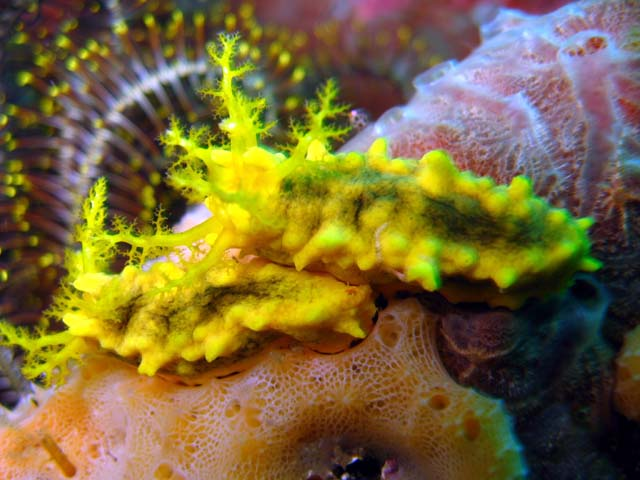
Colochirus robustus（英语：Colochirus robustus）
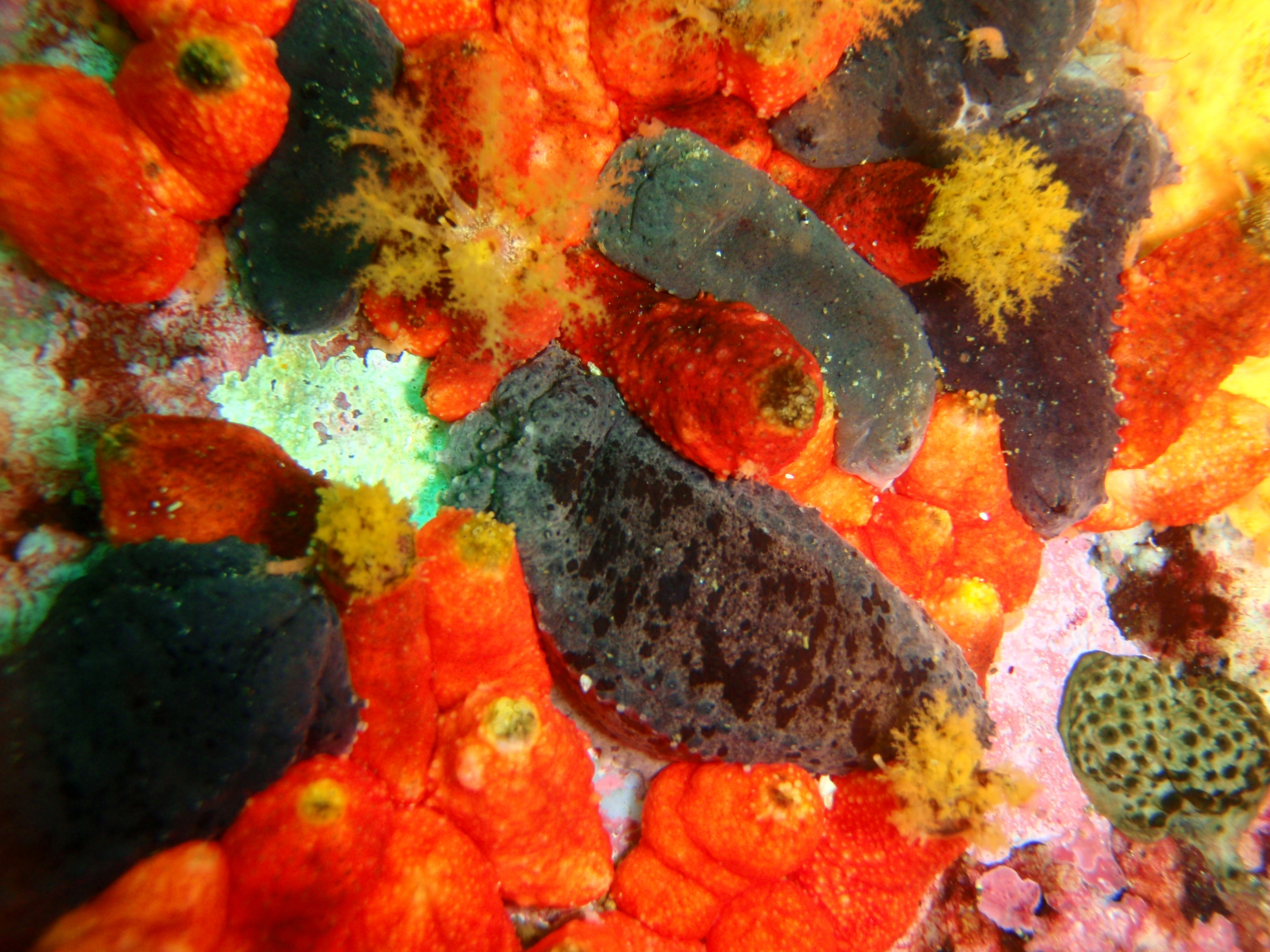
兩隻海參：紅色的是Pseudocnella insolens（英语：Pseudocnella insolens），深色的是Pentacta doliolum
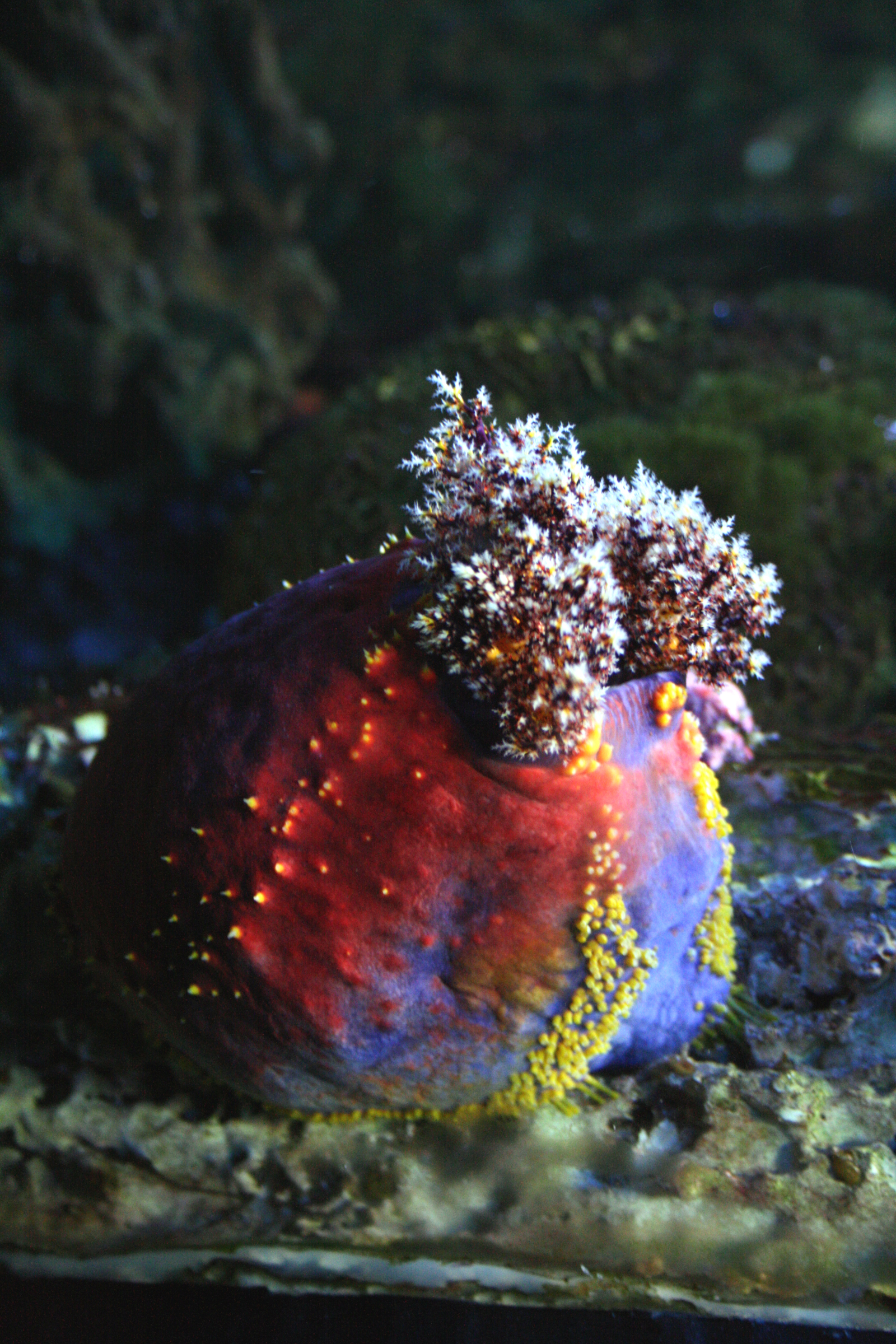
Pseudocolochirus violaceus
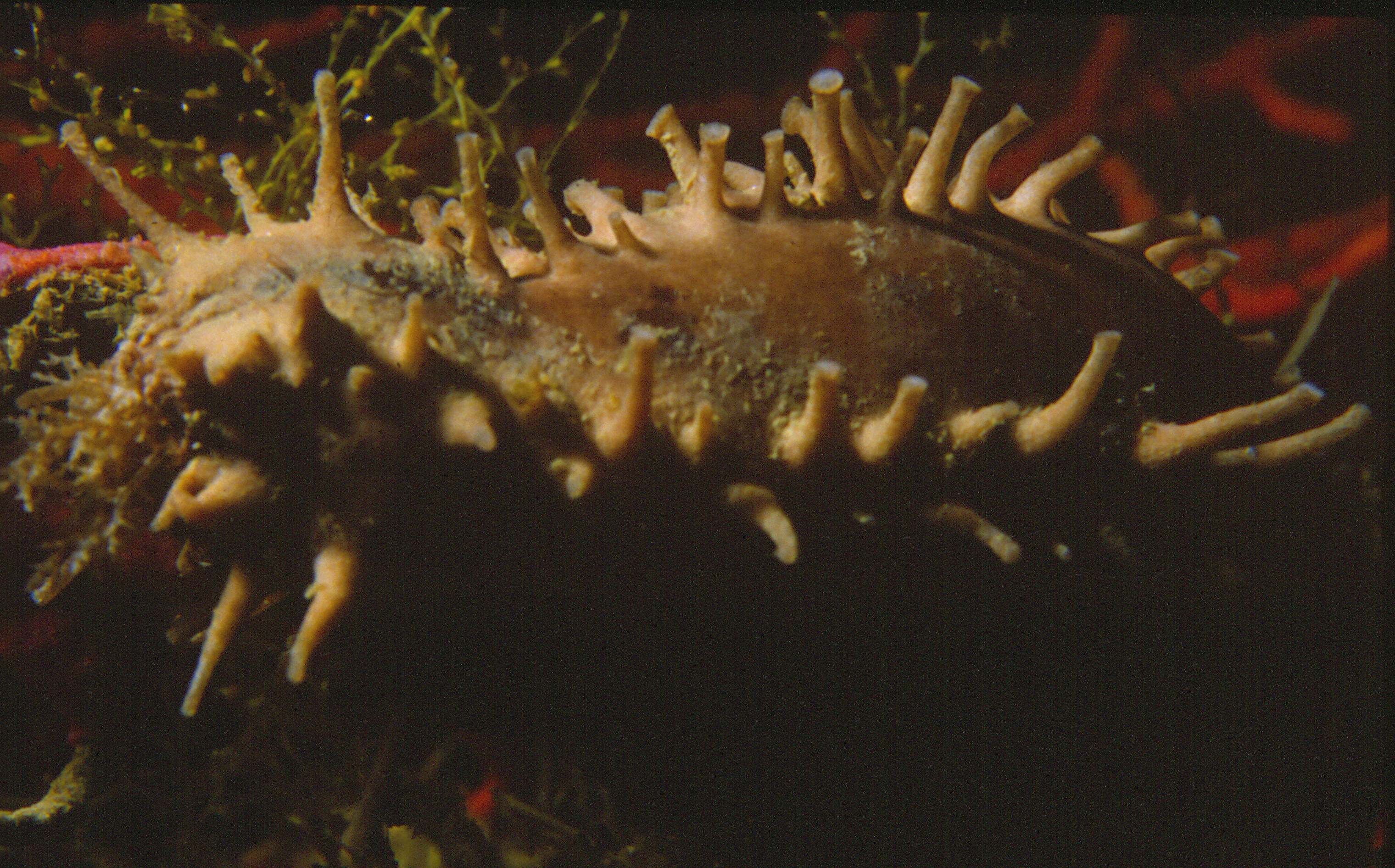
Cucumaria planci